# 이것이 사랑인걸까?
〈이것이 사랑인걸까?〉(일본어: これが愛なのか? 코레가아이나데스카?[*])은 일본의 여성 아이돌 그룹 NMB48의 29번째 싱글 앨범으로, 2024년 5월 22일 발매되었다. 사카타 미사키와 시오츠키 케이토가 더블 센터 포지션을 맡았다.